# Odontoloma doubei
Odontoloma doubei là một loài bọ cánh cứng trong họ Bọ hung (Scarabaeidae).